# 日本自転車競技会

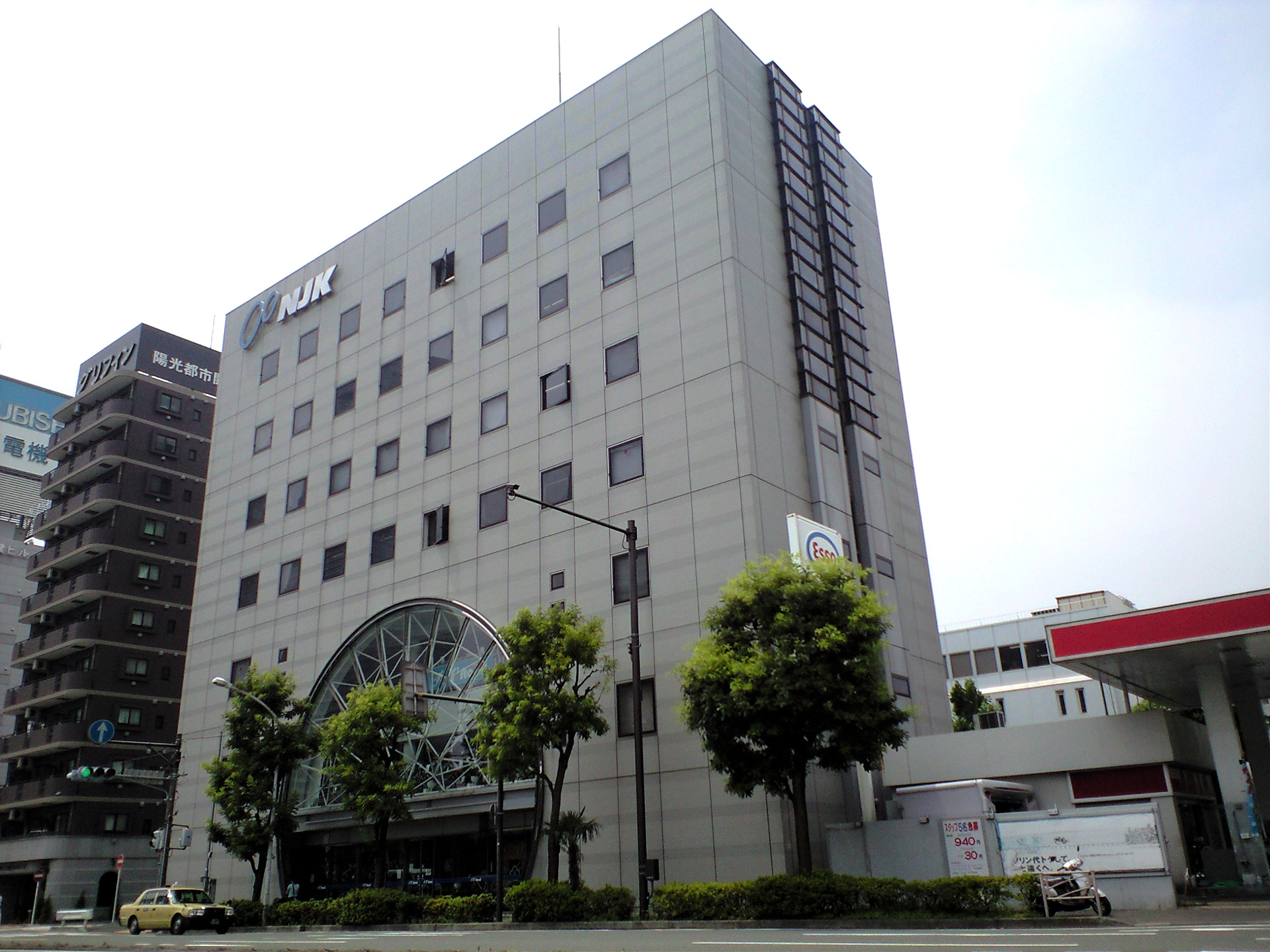
旧・日本自転車競技会本部ビル（現在は移転）

公益財団法人日本自転車競技会（にほんじてんしゃきょうぎかい）は、かつて存在した公益財団法人。自転車競技法第40条に基づく競輪事業、自転車競技スポーツ競技者の養成、愛好者の拡大などの事業を実施していた。元経済産業省所管。

## 歴史
競輪の創設時に、各地に県単位で設立された自転車振興会の競輪開催業務を引く継ぐため、1962年に北日本、関東、南関東、中部、近畿、中国、四国、九州の8ブロックにまとめられ各自転車競技会として統合発足した。なお中国と四国の両競技会は2000年に合併して中四国自転車競技会となっている。
2007年9月10日に7つの自転車競技会は全て統合され日本自転車競技会となる。本部はそれまでの南関東自転車競技会が、そのまま日本自転車競技会の本部に移行し、他の各地区は地区本部または支部に移行している。
その後、競輪団体のさらなる業務整理を図るため、2014年4月1日をもって日本自転車競技会は公益財団法人車両情報センターと共にJKAへ吸収合併された。これにより競輪場の開催業務などはJKAが引き継き、日本自転車競技会はJKAの競輪競技実施事業本部として改組されたが、後に各地区本部と競輪業務部に再編された。

## 所在地
かつては神奈川県横浜市西区桜木町6-31（元・南関東自転車競技会本部ビル→旧・日本自転車競技会本部ビル）に所在したが、現在はJKA本部に移転している。